# Necremnus folia
Necremnus folia är en stekelart som först beskrevs av Walker 1839.  Necremnus folia ingår i släktet Necremnus och familjen finglanssteklar. Arten är reproducerande i Sverige. Inga underarter finns listade i Catalogue of Life.